# Robert Carmody
Robert John Carmody (Brooklyn, 4 settembre 1938 – 27 ottobre 1967) è stato un pugile statunitense.
È morto in un conflitto mentre serviva l'esercito statunitense nella guerra del Vietnam.

## Palmarès

### Olimpiadi
- 1 medaglia:
  - 1 bronzo (Tokyo 1964 nei pesi mosca)

### Giochi panamericani
- 1 medaglia:
  - 1 bronzo (San Paolo 1963 nei pesi mosca)